# Kuwano Tomokazu
Tomokazu Kuwano (sinh ngày 29 tháng 9 năm 1977) là một cầu thủ bóng đá người Nhật Bản.

## Sự nghiệp câu lạc bộ
Tomokazu Kuwano đã từng chơi cho Avispa Fukuoka.